# Надувна лялька (фільм, 2009)
«Надувна лялька» (яп. 空気人形, くうきにんぎょう, ку:кі нінґьо:) — японський драматичний фільм 2009 року режисера Хіроказу Корееди. Він заснований на однойменній манзі Йошіе Ґоди, яка була опублікована в журналі сейнен-манґи Big Comic Original. Головна героїня — надувна секс-лялька Нодзомі, яка розвиває свідомість і закохується. Головну роль виконала південнокорейська акторка Пе Ду На.
«Надувна лялька» дебютувала в секції «Особливий погляд» на 62-му Каннському кінофестивалі. Прем'єра в Японії відбулася 26 вересня 2009 року. Корееда сказав, що фільм розповідає про самотність міського життя та питання про те, що означає бути людиною.

## Сюжет
Хідео, чоловік середнього віку, живе сам з надувною секс-лялькою, яку він називає Нодзомі. Лялька — його найближча супутниця; він одягає її, розмовляє з нею за вечерею, гуляє з нею в інвалідному візку та займається з нею сексом.
Поки Хідео на роботі, Нодзомі оживає. Вона одягається у вбрання покоївки та з захопленням досліджує світ за межами їхнього помешкання. Нодзомі влаштовується на роботу у магазин відеопрокату і зав'язує романтичні стосунки з одним із працівників, Джунічі. Коли вона випадково порізалася та здула повітря, Джунічі заклеїв дірку скотчем і знову надув її.
Одного разу у магазин заходить Хідео. Вона збентежено обслуговує його, але він її не впізнає. Її начальник припускає, що Хідео — її хлопець, і що вона зраджує Джунічі, примушуючи Нодзомі до сексу. У їхньому будинку Хідео виявляє, що Нодзомі більше не лялька. Він просить її повернутися до безжиттєвого стану, оскільки вважає людські стосунки «надокучливими». Ображена, вона тікає.
Нодзомі йде на фабрику, де її виготовили, і зустрічає свого творця. Він каже їй, що, на його думку, всі ляльки мають серця: коли їх повертають, він може зрозуміти, як з ними поводилися, лише глянувши на їхні обличчя. Коли вона запитує, що відбувається з використаними ляльками, він каже, що викидає їх у сміття.
Нодзомі каже Джунічі, що вона зробить для нього все, що він забажає. Він просить випустити з неї повітря та знову надути її, як він робив раніше у магазині відеопрокату. Коли Джунічі засинає, вона намагається відповісти йому тим самим. Не знайшовши затички, вона ріже його ножицями та намагається зупинити кровотечу за допомогою лейкопластиру. Джунічі помирає, а вона залишає його тіло зі сміттям. З розбитим серцем вона знімає лейкопластир, що заклеює її рану, і дозволяє собі здутися, щоб її забрали разом зі сміттям.

## У ролях
- Пе Ду На — Нодзомі (надувна лялька)
- Арата — Джунічі
- Іцудзі Ітао — Хідео
- Джо Одагірі — Сонода (виробник ляльок)
- Суміко Фудзі — Чійоко
- Масая Такахаші — Кейчі
- Сусуму Терадзіма — Тодорокі
- Кіміко Йо — Йошіко

## Сприйняття
На сайті аґрегатора відгуків Rotten Tomatoes фільм «Надувна лялька» має рейтинг схвалення 63 % на основі 38 відгуків із середнім рейтингом 5,6/10. На Metacritic він має середній рейтинг 65/100 на основі 11 відгуків.
Реакція на дебютний показ фільму в Каннах була неоднозначною: рецензенти хвалили гру Бе Дуни, але критикували фільм за його тривалість та брак змісту. Ден Файнару зі Screen International охарактеризував фільм як такий, що має «досить тонке оповідне ядро», а режисерський підхід — як «занадто розпливчастий», але дійшов висновку, що за певних умов це може бути «приємна робота». У статті для Variety Ден Еллері сказав, що фільм мав би потенціал, якби його скоротили приблизно до 90 хвилин, але що «у своєму нинішньому вигляді фільм може не зайти набагато далі, ніж у пекло». Натомість Меґґі Лі з The Hollywood Reporter описала його як «болюче прекрасну медитацію про самотність і тугу в місті» та припустила, що його теми особливо сподобаються жіночій аудиторії. 
«Надувна лялька» була одним із п'яти фільмів, які Девід Ерліх високо оцінив у своєму внеску до списку найкращих японських фільмів 21-го століття за версією IndieWire за 2018 рік, а інші фільми були «Віднесені привидами» (2001), «Актриса тисячоліття» (2001), «Ніхто не знає» (2004) та «Лінда Лінда Лінда» (2005). Ерліх назвав «Надувну ляльку» «злочинно недооціненою».